# Pieve a Nievole
Pieve a Nievole är en ort och kommun i provinsen Pistoia i regionen Toscana i Italien. Kommunen hade år 2018 9 236 invånare.